# محوطه گنج پر
محوطه باستانی گنج پر مربوط به دوران پارینه‌سنگی قدیم است و در شهرستان رودبار، بخش مرکزی، دهستان رستم‌آباد جنوبی، روستای کلورز واقع شده و این اثر در تاریخ ۷ اسفند ۱۳۸۶ با شمارهٔ ثبت ۲۱۵۳۵ به‌عنوان یکی از آثار ملی ایران به ثبت رسیده است. در نزدیکی رود کلورز در اطراف رودبار گیلان در بستر سفید رود، چند محوطه استقراری پارینه سنگی آغازین کشف شده است، ابزار ساخته شده در این محل همانند تبر، ساطور و تراشه از نوع آشولی از سنگ‌های رودخانه ساخته شده‌اند. احتمالا زندگی بشر در این مکان، بیش از ۳۰۰ هزار سال قدمت دارد.